# Лига английской обороны

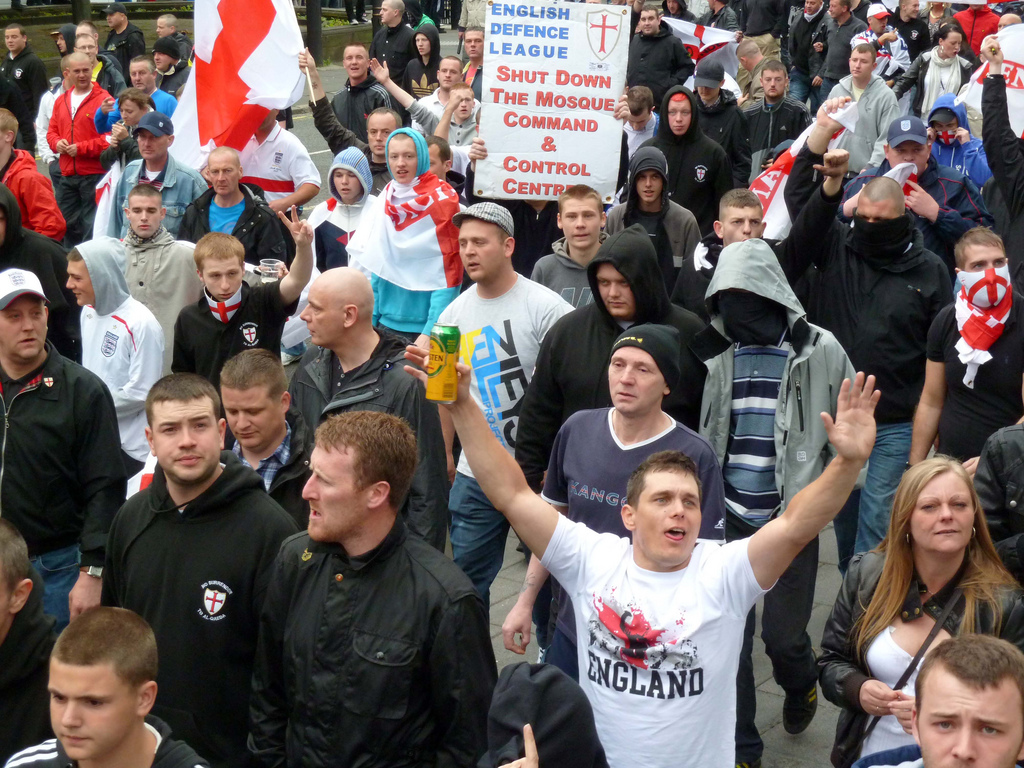
Протестующие «Лиги» в Ньюкасл-апон-Тайне, 2010 год

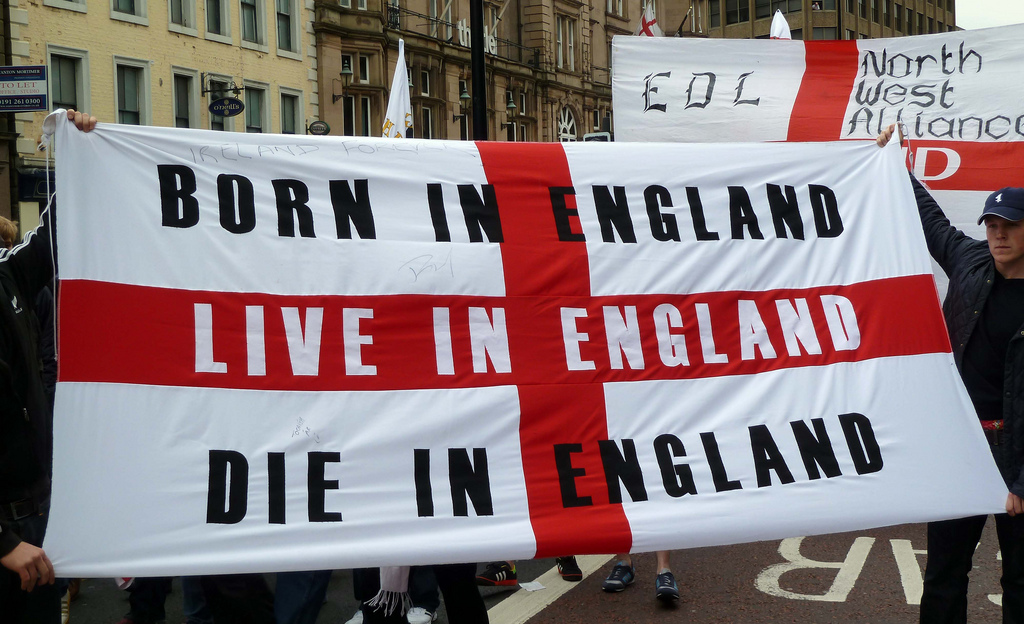
Флаг Святого Георгия на демонстрации «Лиги» в Ньюкасл-апон-Тайне, 2010 год

«Лига английской обороны» (англ. English Defence League, EDL) — ультраправая, исламофобная организация в Великобритании. Являясь общественным движением и группой интересов, использующей в качестве главной тактики уличные демонстрации, EDL описывает себя как движение по одному вопросу, выступающее против исламизма и исламского экстремизма, но её заявления и действия направлены более широко против ислама и мусульман. Организация основана в 2009 году, её текущим лидером является Тим Эблитт.
EDL основана в Лондоне в 2009 году. Томми Робинсон, бывший член Британской национальной партии (БНП), вскоре стал её де-факто лидером. Её члены объединились вокруг протестов, организованных различными нацоналистически настроенными гражданами Великобритании для оппозиции небольшой салафитской исламистской группы Ahlus Sunnah wal Jamaah в Лутоне (Берфордшир). Организация быстро выросла в числе, проводя демонстрации в Англии и часто сталкиваясь с сопротивлением от антифашистских протестующих из Unite Against Fascism и других групп, считавших «Лигу» расистской организацией, угнетающей британских мусульман. EDL также имела активное присутствие в социальных сетях Facebook и YouTube. Желая перейти в область предвыборной борьбы, EDL вступила в соглашение с ультраправой Партией британской свободы, отколовшейся от БНП. В 2011 году EDL была вовлечена в несколько скандалов после того, как её сторонники были арестованы из-за организации терактов в мечетях и у организации были найдены связи с ультраправым массовым убийцей Андерсом Брейвиком. В 2013 году Робинсон покинул группу, утверждая, что она стала слишком экстремальной, и основал соперничающую организацию Pegida UK. После его ухода численность группы заметно снизилась и она начала распадаться в более мелкие региональные организации.
Идеологически находясь в ультраправой части политического спектра, «Лига» — часть международного антиджихадистского движения. Официально она описывает себя как выступающую против исламизма, исламского экстремизма и джихадизма, но её заявления постоянно объединяют эти явления с исламом и мусульманами в общем. Отрицая идею, что мусульмане могут быть англичанами, EDL описывает ислам как нетерпимую, примитивную угрозу западному обществу. Политические исследователи и другие комментаторы характеризовали эту позицию как культурно расистскую. Члены EDL подстрекали к насилию против мусульман как онлайн, так и на своих демонстрациях, и сторонники организации совершали акты насилия как на демонстрациях, так и независимо. Идеология «Лиги» в широком плане включает национализм и популизм, виня высокий уровень иммиграции и равнодушную к этому политическую элиту за воспринимаемый ими упад английской культуры. EDL отличалась от традиционных ультраправых Британии отказом от биологического расизма, антисемитизма и гомофобии. Несколько её лидеров были в прошлом членами фашистских организаций, часть её сторонников поддерживала фашистские партии, а фашисты участвовали в демонстрациях EDL. Является ли сама EDL идеологически фашистской, остаётся предметом обсуждения; многие комментаторы утверждают, что организации недостаёт ключевых черт фашистских движений.
Не имея официальных членов, EDL контролируется небольшой руководящей группой, но разделена на 90 местных и тематических отделений. База её поддержки состояла главным образом из белых молодых британских мужчин из рабочего класса, некоторые — из уже существующих хулиганских футбольных и ультраправых субкультур. Опросы свидетельствовали о том, что большинство граждан Великобритании были против деятельности EDL, и против группы неоднократно выступали антифашистские движения. Многие местные советы и полицейские подразделения высказывали неодобрение маршей «Лиги», ссылаясь на высокую стоимость охраны их правопорядка, подрывающее влияние на гармонию сообщества и ущерб контртеррористическим мероприятиям.